# Nicolas De Corsi

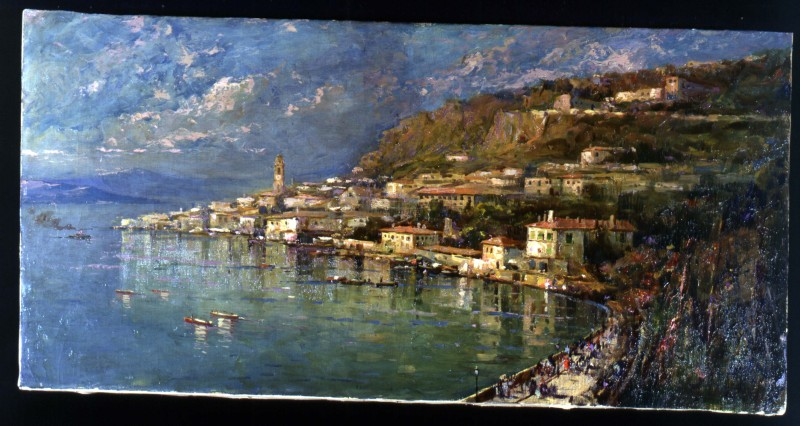
Peinture de Nicolas De Corsi

Nicolas De Corsi, né en 1882 à Odessa et mort en 1956 à Naples, est un peintre italien.

## Biographie
Nicolas de Corsi, né en 1882 à Odessa, expose à Paris en 1926 et en 1928 au Salon des Artistes Français, il peint principalement des scènes animées de Naples et du littoral.
Il est mort en 1956 à Naples.